# Kapustînți, Iahotîn
Kapustînți (în ucraineană Капустинці) este localitatea de reședință a comunei Kapustînți din raionul Iahotîn, regiunea Kiev, Ucraina.

## Demografie
Componența lingvistică a localității Kapustînți
     Ucraineană (97,16%)
     Alte limbi (1,09%)
Conform recensământului din 2001, majoritatea populației localității Kapustînți era vorbitoare de ucraineană (97,16%), existând în minoritate și vorbitori de armeană (1,53%).